# Kazimierz Schaller
Kazimierz Antoni Schaller (ur. 12 czerwca 1896 we Lwowie, zm. 30 kwietnia 1919 pod Glinną) – podporucznik piechoty Wojska Polskiego, kawaler Orderu Virtuti Militari.

## Życiorys
Urodził się 12 czerwca 1896 we Lwowie, w rodzinie Franciszka (1859–1944), kancelisty sądowego, i Józefy z Narowskich (1870–1943), gospodyni. W 1914 ukończył naukę w klasie Vb c. k. Gimnazjum z wykładowym językiem polskim w Przemyślu (na Zasaniu).
W sierpniu 1914 jako członek XXV Polskiej Drużyny Strzeleckiej wstąpił we Lwowie do Legionu Wschodniego. Po rozwiązaniu Legionu wrócił do Przemyśla. W 1916 został wcielony do armii austro-węgierskiej jako jednoroczny ochotnik. W czasie służby wojskowej zdał maturę i ukończył szkołę oficerów rezerwy, a następnie walczył na froncie rosyjskim, rumuńskim i włoskim w szeregach 10 pułku piechoty.
W listopadzie 1918 wrócił z frontu i wziął udział w bitwie o Lwów. Następnie obejmuje dowództwo 2. kompanii 37 pułku piechoty. Wyróżnił się 11 stycznia 1919 w walce pod Bartatowem. Poległ 30 kwietnia 1919 pod wsią Glinna. Został pochowany na cmentarzu Głównym w Przemyślu (kwatera 17, rząd 4, grób 5). 21 lipca 1921 major Wilhelm Zwonarz sporządził wniosek na odznaczenie Kazimierza Schallera Orderem Virtuti Militari.
Był kawalerem, dzieci nie miał.

## Ordery i odznaczenia
- Krzyż Srebrny Orderu Wojskowego Virtuti Militari nr 8026 – 27 lipca 1922[2][11][12][13]
- Krzyż Walecznych nr 38468[2]
- Gwiazda Przemyśla nr 49[2]
- Odznaka pamiątkowa „Orlęta” nr 584[2]